# Betânia do Além-Jordão
Betânia do Além Jordão foi uma antiga cidade da Judeia/Samaria, na margem oriental do Rio Jordão, fora da Terra Santa. Nessa antiga cidade Jesus foi batizado por João Batista. Não deve ser confundida com Betânia, cidade próxima a Jerusalém.

## Al Maghtas

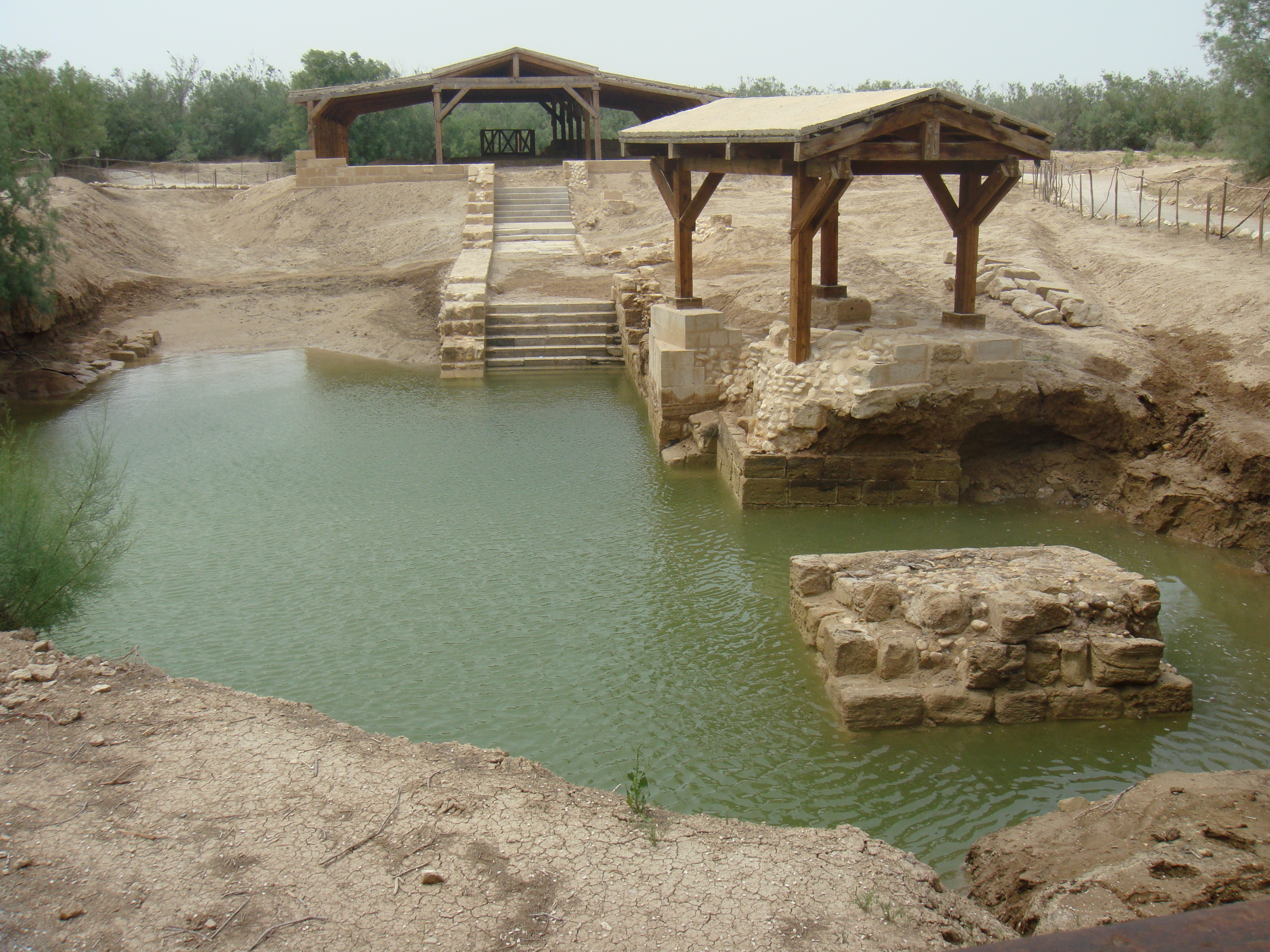
A local que se acredita ter sido onde Jesus Cristo foi baptizado

Al-Maghtas (en idioma árabe:المغطس ), que significa "baptismo" ou "imersão" em árabe, é um sítio arqueológico na Jordânia considerado património mundial, na margem leste do rio Jordão, oficialmente conhecido como "Bethany Baptism Site of Transjordan (Al-Maghtas)". Considera-se esta como a localização original do Baptismo de Jesus e do ministério de João Batista e tem sido venerada como tal desde, pelo menos, o Império Bizantino.
Al-Maghtas inclui duas áreas arqueológicas principais. Os restos de um mosteiro em um montículo conhecido como Jabal Mar-Elias e uma área perto do rio com restos de igrejas, lagoas de baptismo e casas de peregrinos e eremitas. As duas áreas estão conectadas por uma corrente chamada Wadi Kharrar.
A localização estratégica entre Jerusalém e o Caminho dos Reis é evidente no relatório do Livro de Josué sobre os israelitas que atravessam o Jordão ali. Jabal Sea-Elijah é tradicionalmente identificado como o local da ascensão de Elijah ao céu. Toda a área foi abandonada após a Guerra dos Seis Dias de 1967, quando ambos os bancos do Jordão se tornaram parte da primeira linha. Desde então a área foi fortemente explorada.
Após a assinatura do tratado de paz entre Israel e a Jordânia em 1994, a retirada da área ocorreu após uma iniciativa da realeza da Jordânia. No local, houve várias escavações arqueológicas, quatro visitas papais, visitas estaduais e, dada a característica histórica do local, ele atrai turistas e actividades de peregrinação. Em 2015, o local foi designado Património da Humanidade pela UNESCO, excluindo o lado oeste do rio. Aproximadamente 81 mil pessoas o visitaram em 2016, principalmente turistas europeus, americanos e árabes. Milhares de pessoas se reúnem no site em 6 de janeiro para comemorar o Epifania do Senhor.

## UNESCO
A UNESCO inscreveu Betânia Além do Jordão como Patrimônio Mundial por "incluir vestígios de igrejas e capelas romanas e bizantinas, um mosteiro, e cavernas e piscinas que foram usadas por eremitas na celebração do batismo, testemunhando o caráter religioso do local. É um local de peregrinação para os Cristãos"